# Bergbaulandschaft von Cornwall und West Devon
Die Bergbaulandschaft von Cornwall und West Devon (englisch: Cornwall and West Devon Mining Landscape) wurde 2006 in die Liste des UNESCO-Welterbes aufgenommen. Die Förderung von Kupfer und Zinn hatte eine lange Tradition und die kulturelle und wirtschaftliche Entwicklung der Region gilt als beispielhaft für die Industrialisierung Englands im 19. Jahrhundert. Mit der South Crofty Mine in Pool wurde 1998 das letzte Zinn-Bergwerk in Europa geschlossen. Als Welterbestätten wurden mehrere Bergbaugebiete ausgezeichnet, darunter das Bergbaurevier St Just, Cornwall.

## Begründung für die Aufnahme in die Liste der Welterbestätte

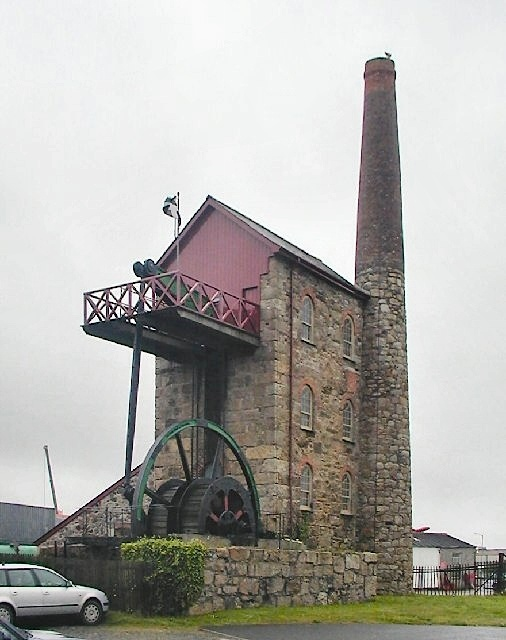
Maschinenhaus der „East Pool mine“ bei Pool

Die Landschaft von Cornwall und West Devon wurde im 18. und frühen 19. Jahrhundert als Folge des schnellen industriellen Wachstums durch den wegweisenden Kupfer- und Zinnbergbau großflächig verwandelt. Die Rohstoffförderung im Tiefbau erforderte komplexe Maschinen und entsprechende Infrastruktur. Im Umfeld der Minen entstanden Fördertürme, Maschinenhallen und Gießereien. Als Zulieferer siedelten sich Klein- und Handwerksbetriebe an und die Dörfer entwickelten sich zu neuen Städten. Im frühen 19. Jahrhundert konnte die Region zwei Drittel des weltweiten Bedarfs an Kupfer produzieren. Die im Wesentlichen erhalten gebliebenen Strukturen sind ein Zeugnis für den Beitrag, den die Bergbaulandschaft von Cornwall und West Devon für die industrielle Revolution in Großbritannien geleistet hat. Cornwall und West Devon waren im 19. Jahrhundert der Ursprung, von dem aus Erfindungen der Bergbautechnik in die gesamte Welt exportiert und verbreitet wurden.

## Geschichte
Schon in der Bronzezeit und während der Antike war Cornwall die Hauptquelle für Zinn. Der Rohstoff wurde zur Bronzeherstellung in den gesamten Mittelmeerraum verschifft. Ein Forschungsteam um Ernst Pernicka und Daniel Berger hat die Zinnbarren aus der Türkei, Israel und Griechenland mittels Blei- und Zinnisotopie sowie der Spurenelementanalyse untersucht. Sie konnten zeigen, dass das Zinn aus europäischen Zinnlagerstätten stammt. Im Fall der israelischen Fundobjekte etwa gibt es große Übereinstimmungen mit Zinn aus Cornwall und Devon (Großbritannien).

Bis zum Ende des 19. Jahrhunderts deckte Cornwall mehr als die Hälfte des Weltbedarfs an Zinn und auch Kupfer wurde in großem Maßstab abgebaut. 

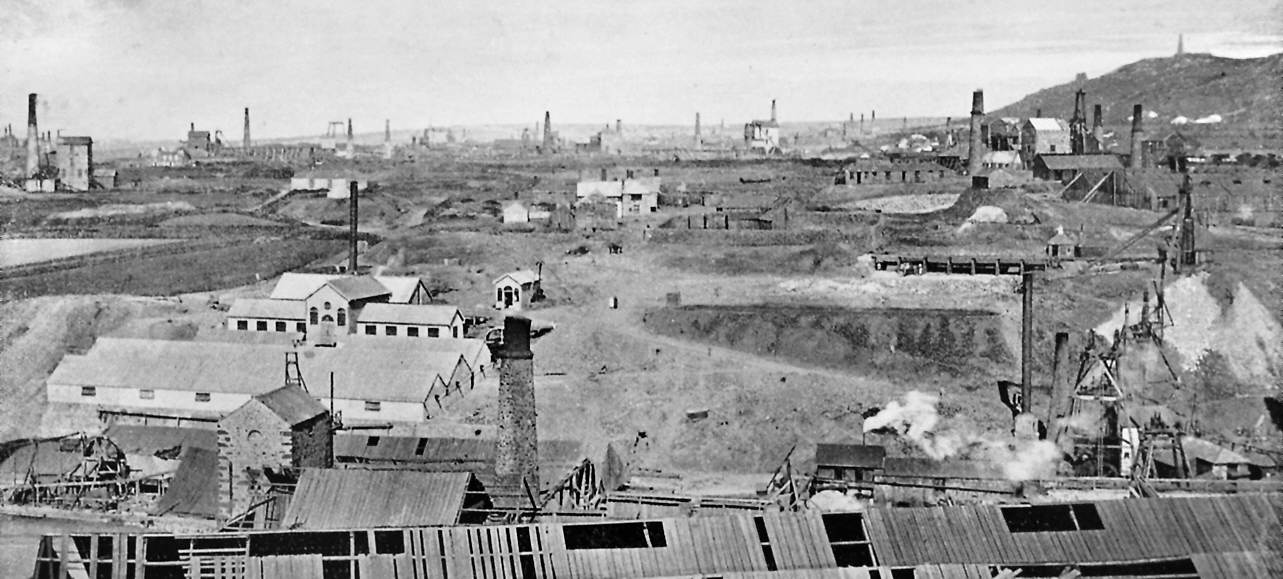
1890: Zinnminen in Cornwall

Wesentlich für den Bergbau in immer größeren Tiefen war die Fortentwicklung der Dampfmaschine zu Beginn des 19. Jahrhunderts. Mit den von Arthur Woolf und Richard Trevithick gebauten Hochdruck-Pumpmaschinen mit Balancier-Pumpen war eine wesentliche Verbesserung der Wasserhaltung verbunden und damit eine größere Abbautiefe möglich geworden.
Im 20. Jahrhundert waren die Rohstoffminen weitgehend erschöpft. Bergwerke in Asien und Südamerika konnten billiger produzieren und viele der Bergleute aus Cornwall wanderten dorthin aus. Einige der aufgegebenen Zinnminen wurden aufgrund des steigenden industriellen Bedarfs an Arsen – häufig ein Begleitmineral des Zinns – im frühen 20. Jahrhundert auf Arsengewinnung umgestellt. Durch die Arsenstäube wurden weite Regionen um die Bergwerke vergiftet. Erst Ende des 20. Jahrhunderts begann man mit einer Rekultivierung des Landes und einige Minen wie z. B. die Levant Mine oder die Geevor Mine wurden zu Besucherbergwerken umgebaut. Endgültig eingestellt wurde der Tiefbau in Cornwall 1998, als mit der Schließung der South Crofty Mine die letzte Zinnmine in Europa ihren Betrieb beendete. Es gibt jedoch Bestrebungen, den Bergbaubetrieb in der South Crofty Mine wieder aufzunehmen.

## Bergbaugebiete
Die Welterbestätte umfasst insgesamt zehn räumlich getrennte Bergbaugebiete mit den zugehörigen Gemeinden und Infrastrukturen, die aufgrund ähnlicher industrieller Entwicklung thematisch zusammengefasst werden:
- St Just Mining District
- St Agnes Mining District

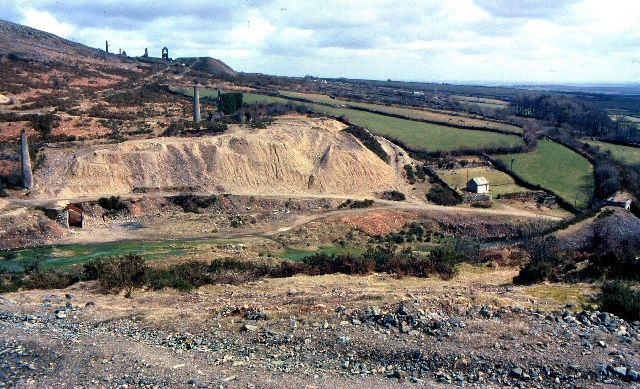
South Caradon Mine, auf dem Gebiet der Gemeinden St Ive und St Cleer

- Tregonning and Gwinear Mining District
- Camborne & Redruth Mining District
- Wendron Mining District
- Gwennap Mining District mit Kennall Vale und Perran Foundry
- Luxulyan Valley mit Charlestown
- Caradon Mining District
- Tamar Valley mit Tavistock
- Hafen von Hayle